# Квинт Цедиций
Квинт Цедиций (на латински: Quintus Caedicius; † 256 пр.н.е. e римски политик по времето на Първата пуническа война.
Произлиза от фамилията Цедиции и е вероятно син на Квинт Цедиций Ноктуа (консул 289 пр.н.е.).
През 256 пр.н.е. той е избран за консул с Луций Манлий Вулзон Лонг, но умира скоро след това. На неговото място като суфектконсул избират Марк Атилий Регул.